# Скотаренко Денис Юрійович
Денис Юрійович Скотаренко (нар. 31 грудня 1991, м. Лозова, Харківська область, Україна) — український футболіст, нападник. Колишній гравець студентської збірної України.

## Біографія
Денис Скотаренко народився 31 грудня 1991 року в місті Лозова Харківської області. Футболом почав займатися в лозівській ДЮСШ, згодом потрапив до панютинського «Локомотиву». Був одним із найкращих футболістів студентських турнірів Харкова у складі збірної Зооветеринарної академії. У складі аматорських команд «Електроважмаш» (Харків), «Локомотив» (Куп'янськ) і «Квадро» (Первомайський) вигравав золоті (2014) та бронзові (2013, 2015, 2016) медалі Чемпіонату Харківської області, а також кубок області (2013). Брав участь у Чемпіонатах України серед аматорів 2014 і 2016/17.
У складі первомайського «Квадро» у рамках першого кола аматорського чемпіонату України 2016/17 Скотаренко забив у 9 матчах 9 м'ячів і очолив список кращих бомбардирів турніру. Своєю грою привернув увагу тренерського штабу харківського клубу «Металіст 1925», що виступав у тій же групі чемпіонату, що і первомайці. 10 лютого 2017 року нападник офіційно став гравцем «Металіста 1925». Дебютував за харків'ян у аматорському чемпіонаті 5 квітня того ж року в матчі між лідерами групи «Металістом 1925» та «Соллі Плюс». На 75-ій хвилині Денис вийшов на поле замість Сергія Давидова і вже за чотири хвилини забив єдиний гол у матчі. Завдяки цій перемозі «жовто-сині» піднялися на перше місце в турнірній таблиці, обігнавши «Соллі Плюс». Усього за «Металіст 1925» у чемпіонаті забив 5 голів і віддав одну гольову передачу, допомігши команді здобути срібні медалі цього змагання. Сам Скотаренко з 14-ма голами, забитими за дві слобожанські команди, став кращим бомбардиром своєї групи турніру.
На професійному рівні дебютував 9 липня 2017 року в грі 1/64 фіналу Кубку України «Металіст 1925» — «Нива» (Тернопіль) (2:2, 3:4 в серії пенальті), вийшовши на 74-й хвилині замість Олега Синиці. Перший гол у Другій лізі забив 29 липня того ж року, відкривши на 4-ій хвилині рахунок у домашньому матчі проти запорізького «Металурга». Всього в чемпіонаті 2017/18 провів за «Металіст 1925» 26 матчів, у яких відзначився шістьма голами та двома гольовими передачами, та став бронзовим призером Другої ліги. 24 липня 2018 року припинив співпрацю з харківським клубом.
У кінці липня 2018 року гравець приєднався до грузинського клубу «Гурія», що виступав у Лізі 3 — третьому дивізіоні чемпіонату Грузії. Дебютував за нову команду 1 серпня у виїзному матчі проти «Самгуралі-2» (2:2), забивши один з голів команди. 19 вересня зіграв у матчі 1/8 фіналу Кубку Грузії проти клубу вищого грузинського дивізіону «Самтредія». Цей матч «Гурія» виграла з рахунком 3:1, а Скотаренко вийшов у стартовому складі та був замінений на другій компенсованій хвилині гри. У матчах чемпіонату Денис двічі робив гольові дублі — у іграх проти «Сабуртало-2» (2:0) та «Мачахели» (2:1). За підсумками сезону-2018 «Гурія» посіла третє місце, за результатами двох стикових матчів (1:0, 1:2) за рахунок голу на виїзді перемогла «Самгуралі» та виборола право на підвищення у класі. Скотаренко в обох матчах виходив зі стартових хвилин, у першому був замінений у компенсований час, другий провів повністю. Наступного сезону зіграв за «Гурію» в другому грузинському дивізіоні 15 матчів, у яких забив 2 м'ячі та ще одну гру, в якій відзначився голом, провів у Кубку Грузії. Останній матч за грузинську команду зіграв 6 липня 2019 року.
27 вересня 2019 року став гравцем польського «Сокулу» (Оструда), клубу третьої ліги — четвертого дивізіону чемпіонату Польщі. Дебютував у чемпіонаті 12 жовтня в грі проти «Унії» (Скерневіці). Скотаренко провів за свою команду весь матч, який завершився з рахунком 6:0 на користь «Сокула». Протягом жовтня Скотаренко ще двічі виходив на поле в іграх чемпіонату, перше коло якого «Сокул» завершив на першому місці в своїй групі. 2 січня 2020 року польський клуб припинив співпрацю з футболістом.
Улітку 2020 року підтримував форму, виступаючи в складі команди «Лозова-Панютине» в Чемпіонаті Харківської області. На цьому турнірі відзначився 11-ма голами у 8-ми матчах.
24 серпня 2020 року підписав контракт із друголіговим ФК «Ужгород». У матчі проти київського «Рубікону» (4:1) зробив гольовий дубль, забивши перші два голи закарпатської команди. Двічі визнавався виданням SportArena гравцем матчу. Під час зимової перерви в сезоні 2020/21 покинув «Ужгород».
4 березня 2021 року став гравцем краматорського «Авангарда», клубу Першої ліги. 30 червня 2021 року, після завершення сезону 2020/21, покинув краматорський клуб.
У липні 2023 року підписав контракт з першоліговим футбольним клубом «Буковина» (Чернівці). У дебютному матчі зазнав важкої травми та «випав» на тривалий термін. У зимове міжсезоння за обопільною згодою сторін залишив команду. 

### Виступи за студентську збірну України
У 2015 році Денис Скотаренко в складі студентської збірної України з футболу був учасником Меморіалу Олега Макарова та Літньої всесвітньої універсіади. На універсіаді, що проходила у Південній Кореї, українська збірна посіла 12-те місце серед 16-ти команд, а Скотаренко взяв участь у трьох матчах.

## Досягнення
«Металіст 1925»:
- Бронзовий призер Другої ліги чемпіонату України: 2017/18
- Срібний призер Чемпіонат України серед аматорів: 2016/17

 «Гурія»:
- Бронзовий призер Ліги 3 чемпіонату Грузії: 2018

 «Ужгород»:
- Бронзовий призер Другої ліги чемпіонату України: 2020/21